# Mariensäule (Zotzenmühle)

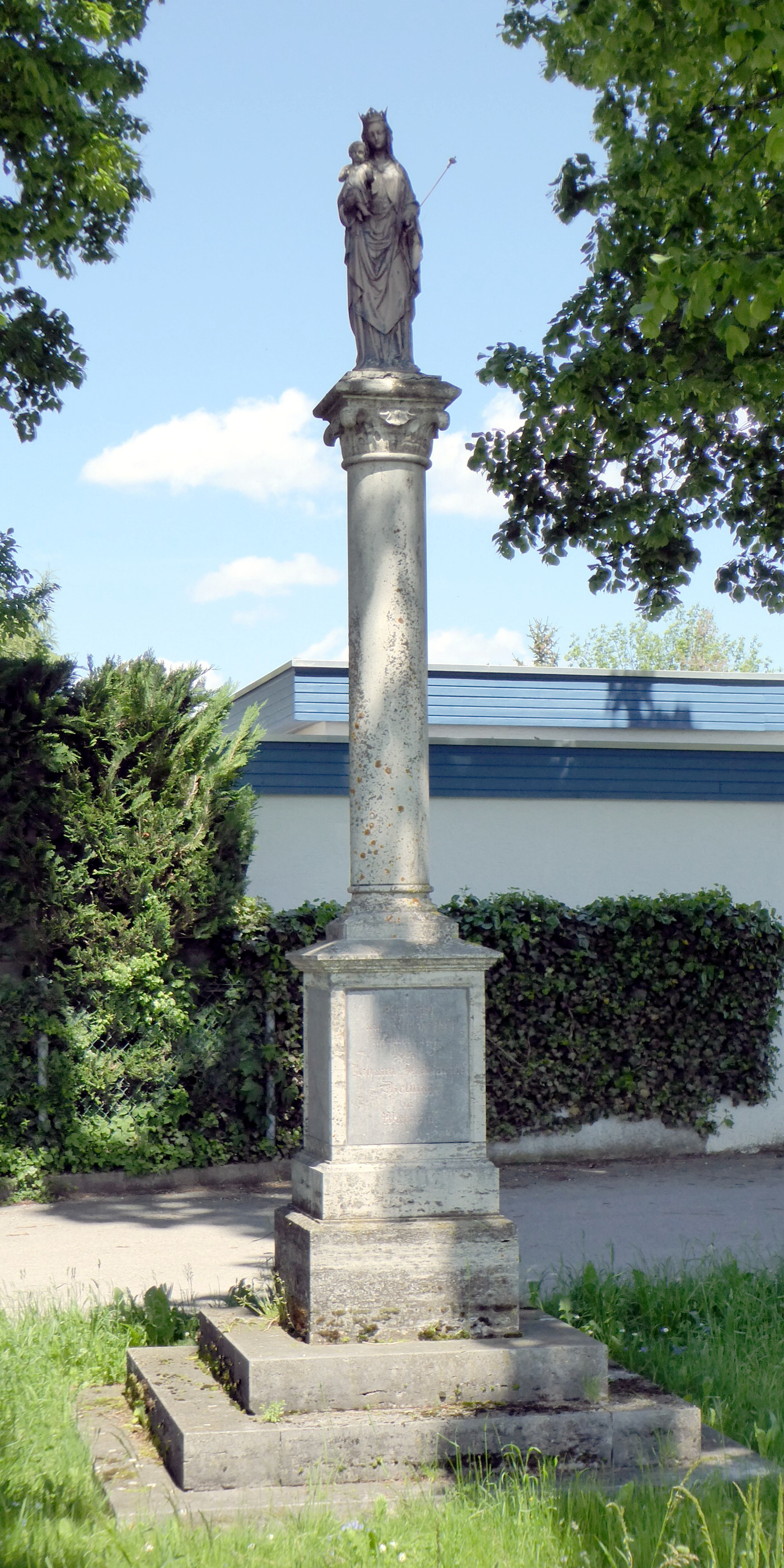
Mariensäule in Zotzenmühle

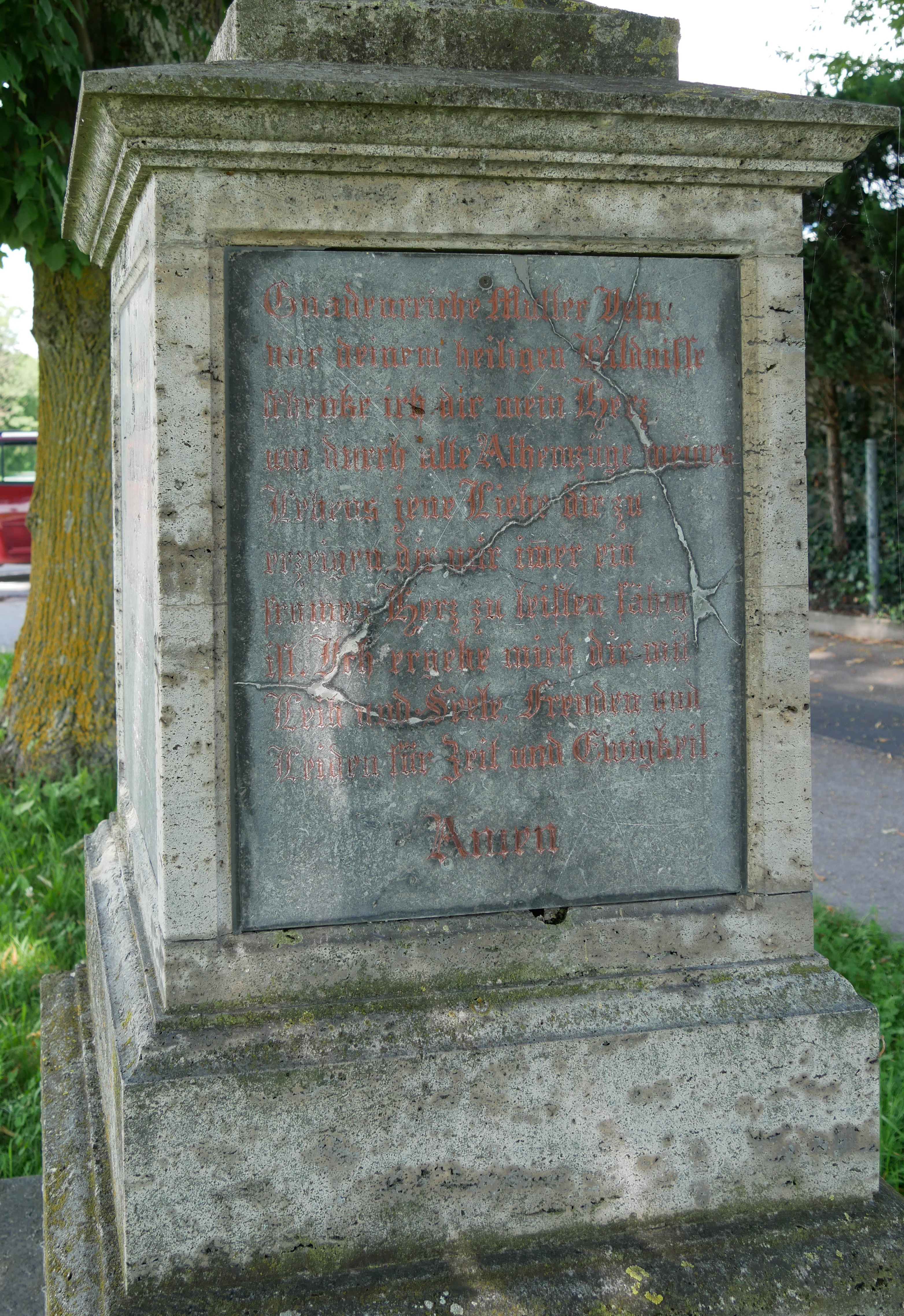
Sockel mit einem Gebet als Inschrift

Die Mariensäule in Zotzenmühle, einem Wohnplatz der Stadt Weilheim in Oberbayern im Landkreis Weilheim-Schongau, wurde 1883 errichtet. Die Mariensäule in der Nähe der Deutenhausener Straße ist ein geschütztes Baudenkmal.
Die Madonnenfigur aus Stein steht auf einer hohen Säule mit Postament. Maria trägt das Jesuskind auf dem rechten Arm; in der linken Hand hält sie ein Szepter. Auf dem Kopf trägt sie eine Krone.